# Klippans landsfiskalsdistrikt
Klippans landsfiskalsdistrikt var 1918–1964 ett landsfiskalsdistrikt i Kristianstads län, bildat som Gråmanstorps landsfiskalsdistrikt när Sveriges indelning i landsfiskalsdistrikt trädde i kraft den 1 januari 1918, enligt beslut den 7 september 1917. Den 1 januari 1945 (enligt beslut den 22 december 1944) ändrades landsfiskalsdistriktets namn till Klippans landsfiskalsdistrikt. Den 1 januari 1965 avskaffades i Sverige samtliga landsfiskaler och landsfiskalsdistrikt, och deras arbetsuppgifter delades upp på de nyskapade indelningarna polisdistrikt, åklagardistrikt och kronofogdedistrikt.
Landsfiskalsdistriktet låg under länsstyrelsen i Kristianstads län.

## Ingående områden
Den 1 januari 1945 ombildades  Gråmanstorps landskommun till Klippans köping.

### Från 1918
Norra Åsbo härad:
- Gråmanstorps landskommun
- Källna landskommun
- Munka-Ljungby landskommun
- Tåstarps landskommun
- Vedby landskommun
- Össjö landskommun
- Östra Ljungby landskommun

### Från 1945
Norra Åsbo härad:
- Klippans köping
- Källna landskommun
- Munka-Ljungby landskommun
- Tåstarps landskommun
- Vedby landskommun
- Össjö landskommun
- Östra Ljungby landskommun

### Från 1 januari 1952
- Klippans köping
- Östra Ljungby landskommun